# Pochidia
Pochidia – wieś w Rumunii, w okręgu Vaslui, w gminie Pochidia. W 2011 roku liczyła 213 mieszkańców.